# Peter Anton Schleyer
Peter Anton Schleyer (häufig nur Peter Schleyer; * 17. März 1810 in Großeicholzheim; † 25. Februar 1862 in Ettenheim) war ein deutscher römisch-katholischer Theologe und Hochschullehrer.

## Leben
Schleyer war Sohn eines Lehrers. Er verbrachte seine Kindheit in Waldhausen bei Buchen. Nachdem er zunächst von diversen Pfarrern in seiner Heimat unterrichtet wurde  unterrichtete ihn zuletzt der Dekan und Kirchenrat Wilckens in Großeicholzheim. Er vermittelte ihn schließlich nach Mannheim zu seinem Bruder, der dort als hoher Verwaltungsbeamter tätig war. Schleyer konnte ab 1826 am Mannheimer Lyzeum sofort höhere Klassen besuchen und schloss seine Schulbildung dort 1828 ab. Noch im selben Jahr ging er an die Universität Freiburg im Breisgau, an der er sich neben anderen Studien hauptsächlich der Theologie widmete. Unterstützt durch die Freiburger Universität und die Regierung wurden ihm Studienjahre außerhalb Freiburgs ermöglicht. Er war zunächst ab 1832 an der Universität Bonn, an der er sich besonders dem Sprachenstudium widmete. 1833 wechselte er an die Universität Tübingen, von dort zu einem kurzen Aufenthalt an die Universität München. 1835 kehrte er nach Freiburg zurück und trat ins Priesterseminar ein.
Schleyer empfing am 27. August 1836 die Priesterweihe und bereits am 31. Oktober desselben Jahres die Ernennung zum außerordentlichen Professor der Exegese an der Universität Freiburg. Im Sommer 1837 erhielt er schließlich von der Theologischen Fakultät den theologischen Doktorgrad. Am 14. Mai 1839 wurde er dann ordentlicher Professor der Exegese und der biblisch-orientalischen Sprachen. 1843 war er Dekan der Fakultät, 1845 wechselte er schließlich auf die Professur für Kirchengeschichte.
Von 1839 bis 1849 war er zusammen mit den Freiburger theologischen Professoren Johann Leonhard Hug (1765–1846), Franz Anton Staudenmaier (1800–1856), Johann Baptist von Hirscher (1788–1865), Alois Vogel (1800–1865), Adalbert Maier (1811–1889) sowie Franz Xaver Werk (1769–1856) Herausgeber der Zeitschrift für Theologie (ZTh). Verlagshaus war die Wagnersche Buchhandlung in Freiburg im Breisgau und gab die vierteljährliche Zeitschrift für Theologie von der Erstausgabe 1939 bis zur Einstellung 1849 heraus.
Schleyer war offensichtlich mit einer schwierigen Persönlichkeit ausgestattet. 1852 wurde er nach einer Beschwerde des Senats der Universität wegen seines angeblich unverträglichen Verhaltens aufgefordert, sich binnen drei Monaten um eine eigene Pfarrei zu bewerben. Dieser Aufforderung kam er nicht nach. Daraufhin wurde er im März 1853 unter Belassung seines Ranges als ordentlicher Professor und der entsprechenden Besoldung an das Lyceum in Rastatt versetzt. Nachdem er sich nun, auch über die Presse, gegen die Versetzung wehrte, wurde er am 23. März 1854 endgültig aus dem Staatsdienst entlassen.
Schleyer wurde nach seiner Entlassung durch den Freiburger Erzbischof Hermann von Vicari umgehend mit der Pfarrei Kappel am Rhein betraut. Wegen Schmähung der Regierung erhielt er in dieser Zeit die Verurteilung zu einer Gefängnisstrafe, die jedoch im November 1854 zurückgenommen wurde. Diese Verurteilung hatte jedoch nichts mit dem zuvor dargestellten Kirchenstreit zu tun. Aufgrund seiner schlechten Gesundheit übersiedelte er vor seinem Tod nach Ettenheim.

## Publikationen (Auswahl)
- Würdigung der Einwürfe gegen die alttestamentlichen Weissagungen an dem Orakel des Jesaia über den Untergang Babels, C. 13 - 14, 23. Herder, Freiburg im Br. 1839.
- Hirscher und seine Ankläger. Lampart, Augsburg 1843.
- Der Puseyismus nach seinem Ursprunge und als Lehrsystem. Wagner, Freiburg im Br. 1845.
- Die Universität Freiburg: Actenmäßige Darstellung meiner Entfernung vom theologischen Lehramte an derselben; nebst einem auf Befehl des Hochwürdigsten Herrn Erzbischofs Hermann verfaßten Promemoria über ihren gegenwärtigen Zustand als katholisch-kirchliche Anstalt; ein Beitrag zur richtigen Auffassung und Beurtheilung des Kirchenstreits in Baden. Hurter, Schaffhausen 1854.